# Bistum Atlacomulco
Das Bistum Atlacomulco (lat.: Dioecesis Atlacomulcana, span.: Diócesis de Atlacomulco) ist eine in Mexiko gelegene römisch-katholische Diözese mit Sitz in Atlacomulco.

## Geschichte
Das Bistum Atlacomulco wurde am 3. November 1984 durch Papst Johannes Paul II. mit der Apostolischen Konstitution Quandoquidem ad plenius aus Gebietsabtretungen des Bistums Toluca errichtet und dem Erzbistum Mexiko-Stadt als Suffraganbistum unterstellt.

## Bischöfe von Atlacomulco
- Ricardo Guízar Díaz, 1984–1996, dann Erzbischof von Tlalnepantla
- Constancio Miranda Weckmann, 1998–2009, dann Erzbischof von Chihuahua
- Juan Odilón Martínez García, 2010–2024
- Sedisvakanz, seit 2024